# Meatmen (historieta)
Meatmen: An Anthology of Gay Male Comics es una serie de libros de bolsillo que recopilan cómics cortos con personajes masculinos homosexuales y bisexuales.  Los cómics incluían una mezcla de erotismo explícito y humor. Entre 1986 y 2004, Leyland Publications publicó 26 volúmenes en blanco y negro de la serie (de 160 a 200 páginas cada uno), lo que la convierte en la antología más antigua de cómics pornográficos masculinos homosexuales.
Durante su ejecución, se dijo que la serie presentaba a "todos los caricaturistas masculinos gays destacados que han trabajado desde la década de 1970". Los caricaturas cuyo trabajo se presentó incluyen a Tim Barela, Belasco, Bruce Billings, John Blackburn, Howard Cruse, Donelan (dos portadas y muchas contraportadas), Kurt Erichsen, Patrick Fillion, el profesor I.B. Gittendowne (Rupert Kinnard), Michael Goldberg, The Hun (Bill Schmeling), A. Jay, Al Shapiro, Joe Johnson, Jeffrey A. Krell, Mike Kuchar, Jon Macy, Jerry Mills, Nico (primeras portadas), Brad Parker (primeras  contraportadas), Sean (John Klamik), Stephen (Dom Orejudos), Tom of Finland (Touko Laaksonen), Robert Triptow, Vaughn Frick, Bill Ward y Zack (Oliver Frey).
En 2001, copias de Meatmen vol.  18 y 24 importadas por la librería Little Sister de Vancouver, Columbia Británica fueron clasificadas como "obscenas" y confiscadas por la aduana de Canadá. Esto llevó al caso Little Sisters Book and Art Emporium contra Canadá, que finalmente fue decidido por la Corte Suprema de Canadá en 2007.